# Jobie Dajka
Jobie Lee Dajka (ur. 11 grudnia 1981 w Bourke, zm. 4 kwietnia 2009 w Adelaide) – australijski kolarz torowy, siedmiokrotny medalista mistrzostw świata.

## Kariera
Pierwszy sukces w karierze Jobie Dajka osiągnął w 1998 roku, kiedy zdobył srebrny medal w sprincie drużynowym podczas mistrzostw świata juniorów. W tej samej kategorii wiekowej rok później zdobył trzy medale: złote w sprincie indywidualnym i drużynowym oraz brązowy w wyścigu na 1 km. Na mistrzostwach świata w Antwerpii w 2001 roku Australijczycy w składzie: Jobie Dajka, Ryan Bayley i Sean Eadie wywalczyli srebrny medal w sprincie drużynowym. Największe sukcesy Dajka osiągnął na rozgrywanych rok później mistrzostwach świata w Kopenhadze, gdzie zwyciężył w keirinie, bezpośrednio wyprzedzając Hiszpana José Antonio Villanuevę i Niemca René Wolffa. Ponadto w sprincie indywidualnym i drużynowym (razem z Bayleyem i Eadiem) zdobywał srebrne medale. W tym samym roku Jobie zdobył złoty medal w sprincie drużynowym i brązowy w indywidualnym na igrzyskach Wspólnoty Narodów w Manchesterze. Podczas mistrzostw świata w Stuttgarcie w 2003 roku był ponownie drugi w sprincie indywidualnym, a także w keirinie. W obu konkurencjach lepszy okazał się jedynie Francuz Laurent Gané.
Dajka nie pojechał na igrzyska olimpijskie w Atenach w 2004 roku po tym, jak okłamał komisję antydopingową. Australijczyk przyznał się do stosowania witamin i oświadczył, że nigdy nie stosował zabronionych środków. Wykluczenie z igrzysk spowodowało depresję i alkoholizm. Na mistrzostwach świata w Los Angeles w 2005 roku wywalczył brązowy medal w sprincie indywidualnym, ustępując tylko René Wolffowi i Francuzowi Mickaëlowi Bourgainowi. W tym samym roku Dajka zaatakował trenera reprezentacji Australii Martina Barrasa na torze w Adelaide. Za tę napaść oraz inne czyny został w 2006 roku skazany na karę trzech lat w zawieszeniu. Jobie Dajka zmarł w swoim domu w Adelaide 4 kwietnia 2009 roku. Jego ciało znaleziono trzy dni później, policja stwierdziła, że okoliczności jego śmierci nie budziły podejrzeń.